# وییا کونستیتوسیون
وییا کونستیتوسیون (به اسپانیایی: Villa Constitución) شهری در کشور آرژانتین، ایالت سانتا فه است که در سال ۲۰۰۹ میلادی، حدود ۴۴٬۱۴۴ نفر جمعیت داشته است.